# Payen le Bouteiller
Pour les articles homonymes, voir Payen et Bouteiller (homonymie).
Payen, dit le Bouteiller ainsi nommé parce qu'il avait été bouteiller du Roi est un croisé du royaume de Jérusalem au XIIe siècle.

## Biographie
Payen le Bouteiller apparaît dans les archives en 1120 comme bouteiller du royaume, charge qu'il occupera au moins jusqu'en 1136.
En 1132, le roi Foulque de Jérusalem lui confie la seigneurie d'Outre-Jourdain, confisquée à Romain du Puy et son fils, accusés de trahison.
Afin d'assurer la protection du nord de sa seigneurie, Payen le Bouteiller fit construire en 1142 le château d'«Al-Karak», ou «crac des Moabites», forteresse plus imposante encore que le krak de Montréal, la capitale de la seigneurie. Aussi appelé la «Pierre du Désert», le crac des Moabites, construit sur un emplacement remarquablement bien choisi par Payen entre Damas et la Mer Rouge, permettait de contrôler les caravanes musulmanes entre l'Égypte et la Syrie.
«Al-Karak» devint la ville principale de la seigneurie ainsi que la résidence de l'archevêque de Rabbah
La mort de Payen le Bouteiller se situe entre 1148, où Payen assista à la réunion des barons de Terre Sainte convoquée à Saint-Jean-d'Acre par l'empereur Conrad III de Hohenstaufen et le roi Louis VII, et 1152, où le titre de seigneur d'Outre-Jourdain revient à Maurice, son neveu